# San Cipriano (Zamora)

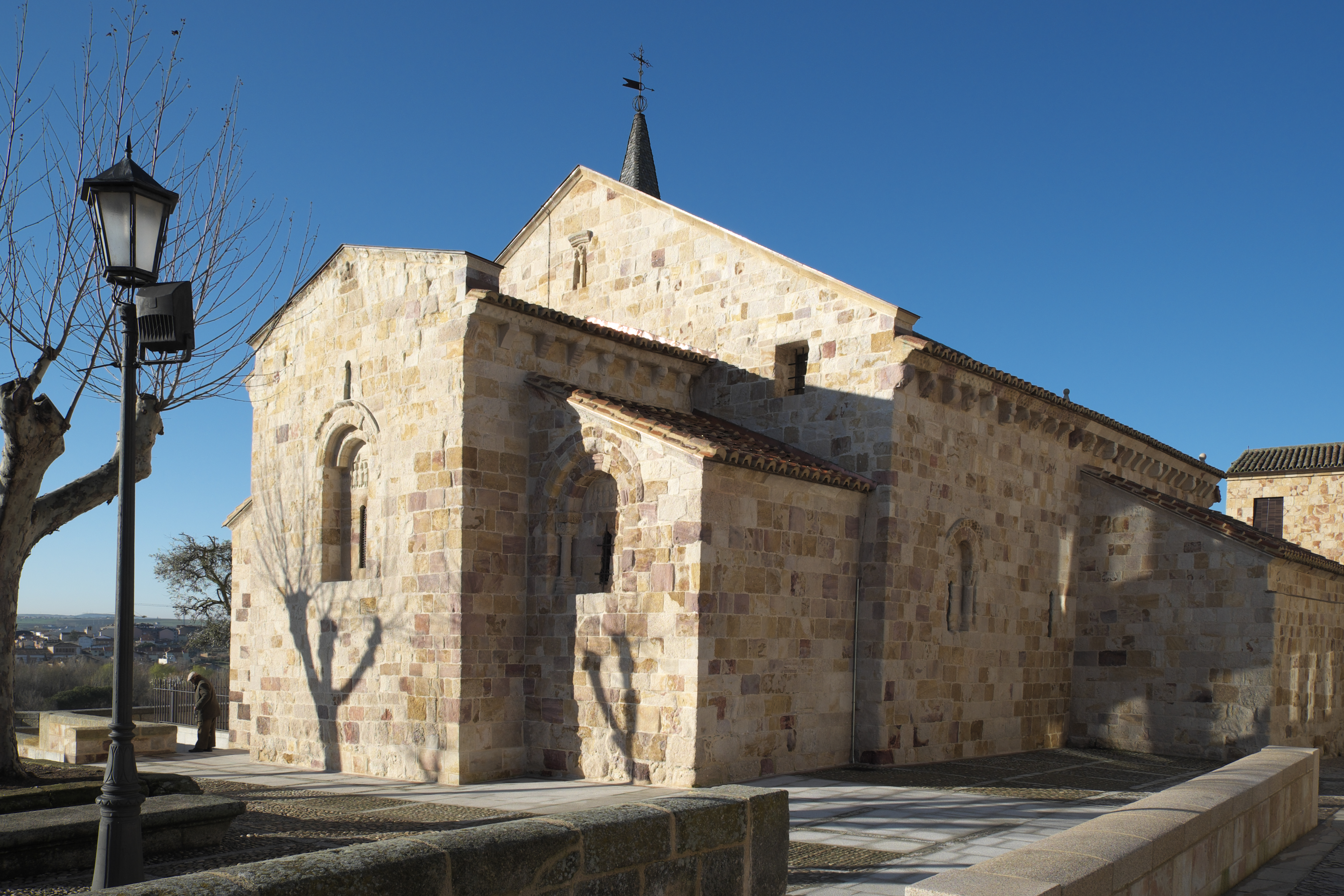
Ansicht von Nordosten

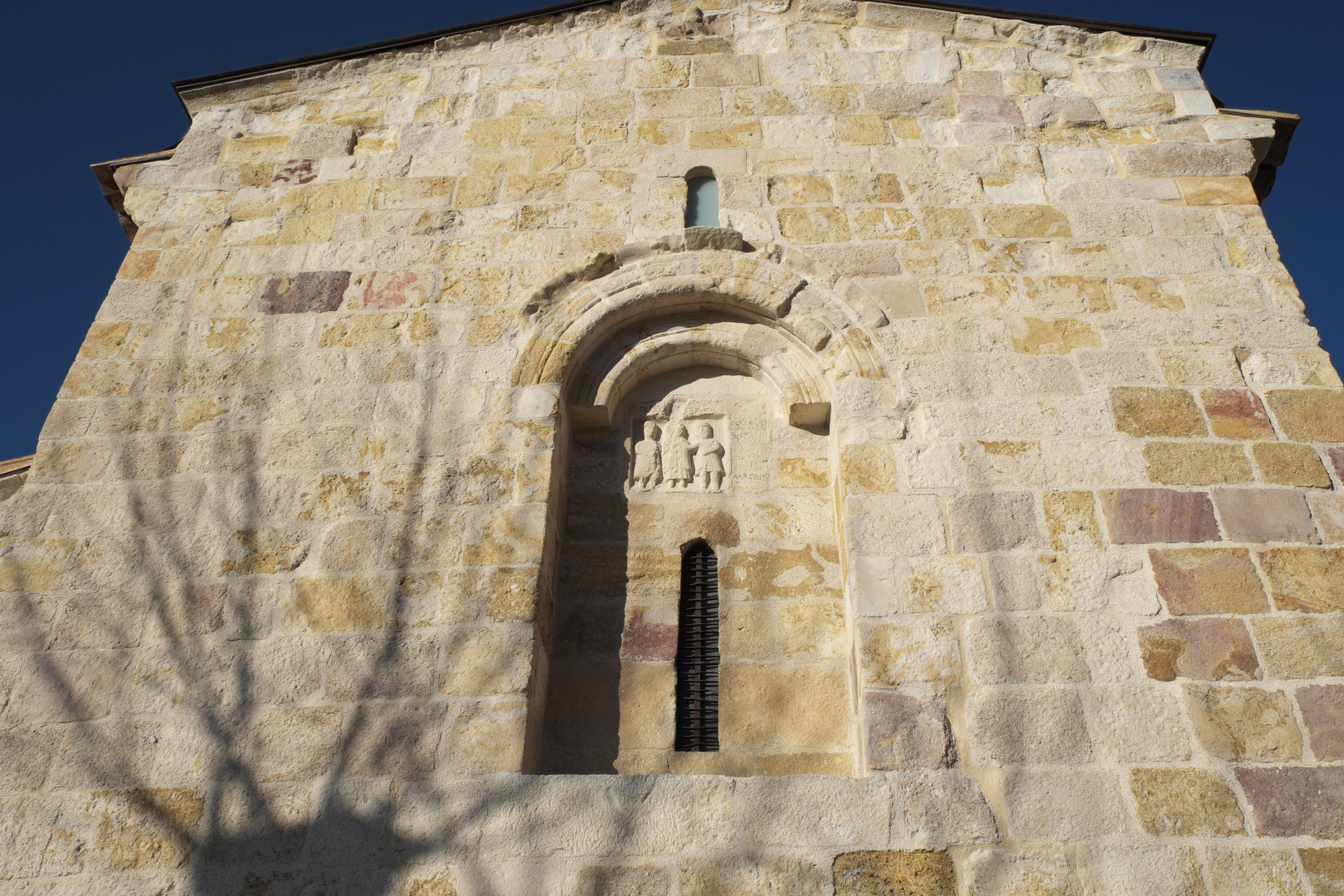
Mittelapsis

Die römisch-katholische Kirche San Cipriano gehört zu den frühen romanischen Kirchen von Zamora, der Hauptstadt der gleichnamigen Provinz in der autonomen spanischen Region Kastilien-León. Die Kirche wurde gegen Ende des 11. Jahrhunderts errichtet, eine weitere Bauphase folgte in der zweiten Hälfte des 12. Jahrhunderts. 1931 wurde die dem heiligen Cyprian geweihte Kirche zum Baudenkmal (Bien de Interés Cultural) erklärt.

## Architektur

### Außenbau
Aus der ersten Bauphase stammt das dreiteilige Chorhaupt mit seinen rechtwinkligen, gerade geschlossenen Apsiden, wobei die Mittelapsis die beiden seitlichen sowohl in der Höhe als auch in der Länge überragt. Die Seitenapsiden werden von Pultdächern gedeckt, die Hauptapsis von einem Satteldach.
Die Stirnwände der Apsiden sind von schmalen, schießschartenartigen Öffnungen durchbrochen, die von Säulen und Archivolten umrahmt werden. In den Bogenfeldern sind mit Reliefdarstellungen verzierte Steintafeln eingelassen.
Am Fenster der mittleren Apsis sind die Säulen nicht mehr erhalten. Die Steinplatte mit dem Relief von drei Figuren stammt vermutlich aus der im 16. Jahrhundert abgebrochenen Kirche San Andrés, wie die eingemeißelte Inschrift mit der Jahreszahl 1094 und der Erwähnung jener Kirche nahelegt. Das südliche Fenster ist sehr stark restauriert. Hier sind die mit Flechtband verzierten Kämpfer und die Säulenbasen mit dreifachen Wulsten erhalten. Auf dem stark verwitterten Relief sind vier Personen zu erkennen, eine hält ein Kreuz in der Hand. Am besten erhalten ist das Fenster der nördlichen Apsis, das noch sein mit Voluten verziertes Metallgitter besitzt. Die Kapitelle sind mit Blattwerkdekor versehen, die Kämpfer mit Flechtband. Die Figuren des Reliefs werden zwei Szenen zugeordnet, links der Auferstehung Christi und rechts der Opferung Isaaks.

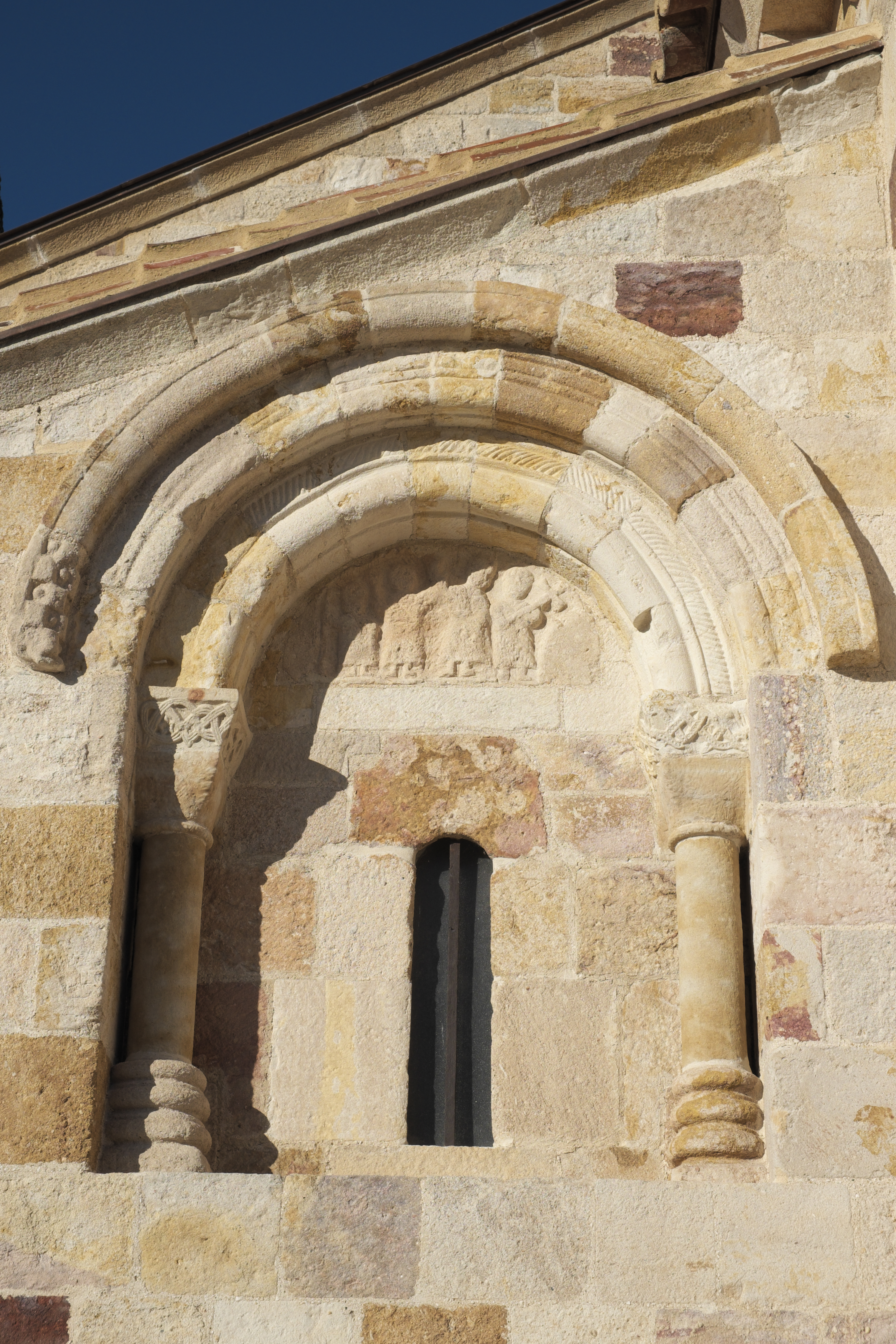
Südliches Apsisfenster
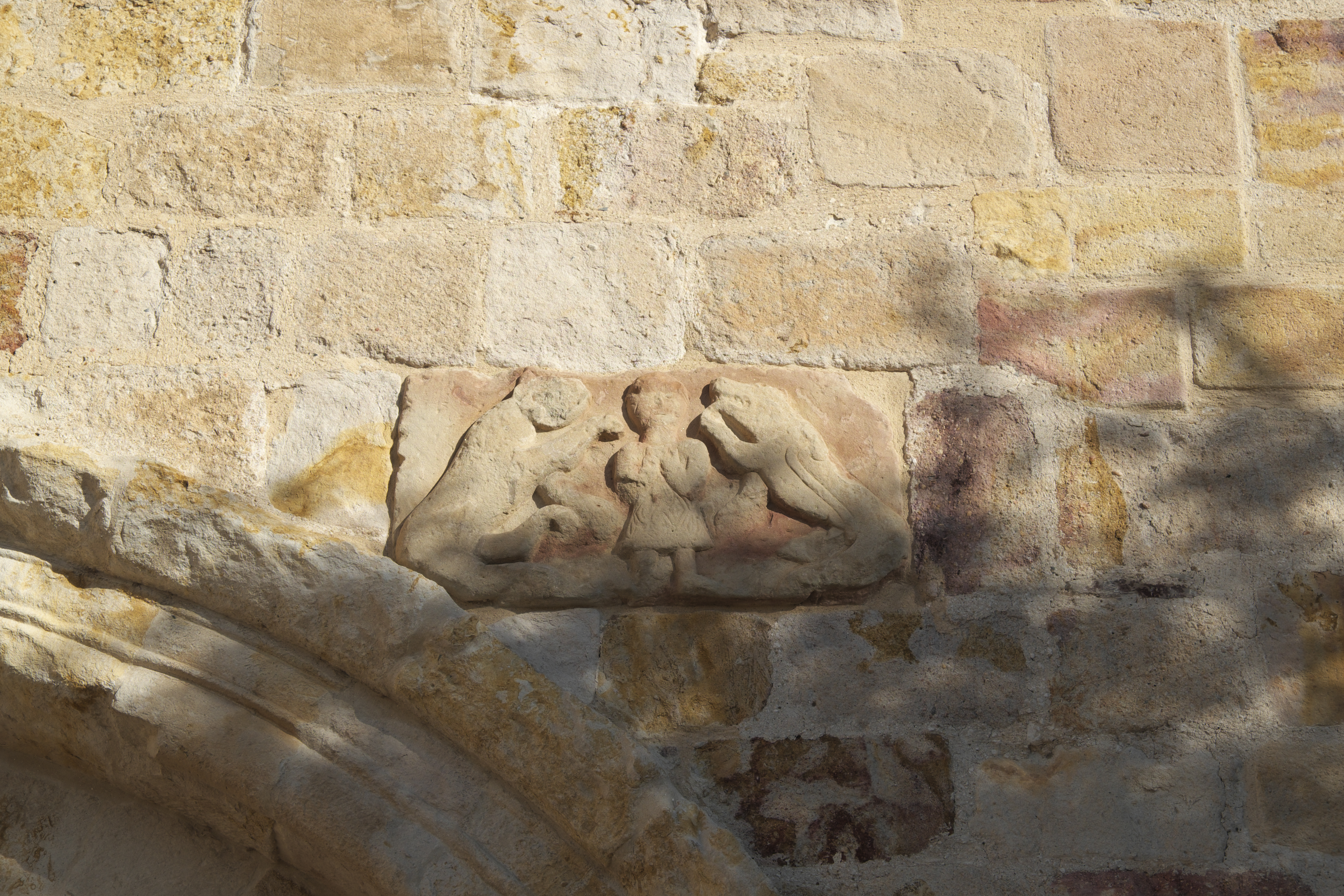
Relief über dem rechten Zwickel des Südportals
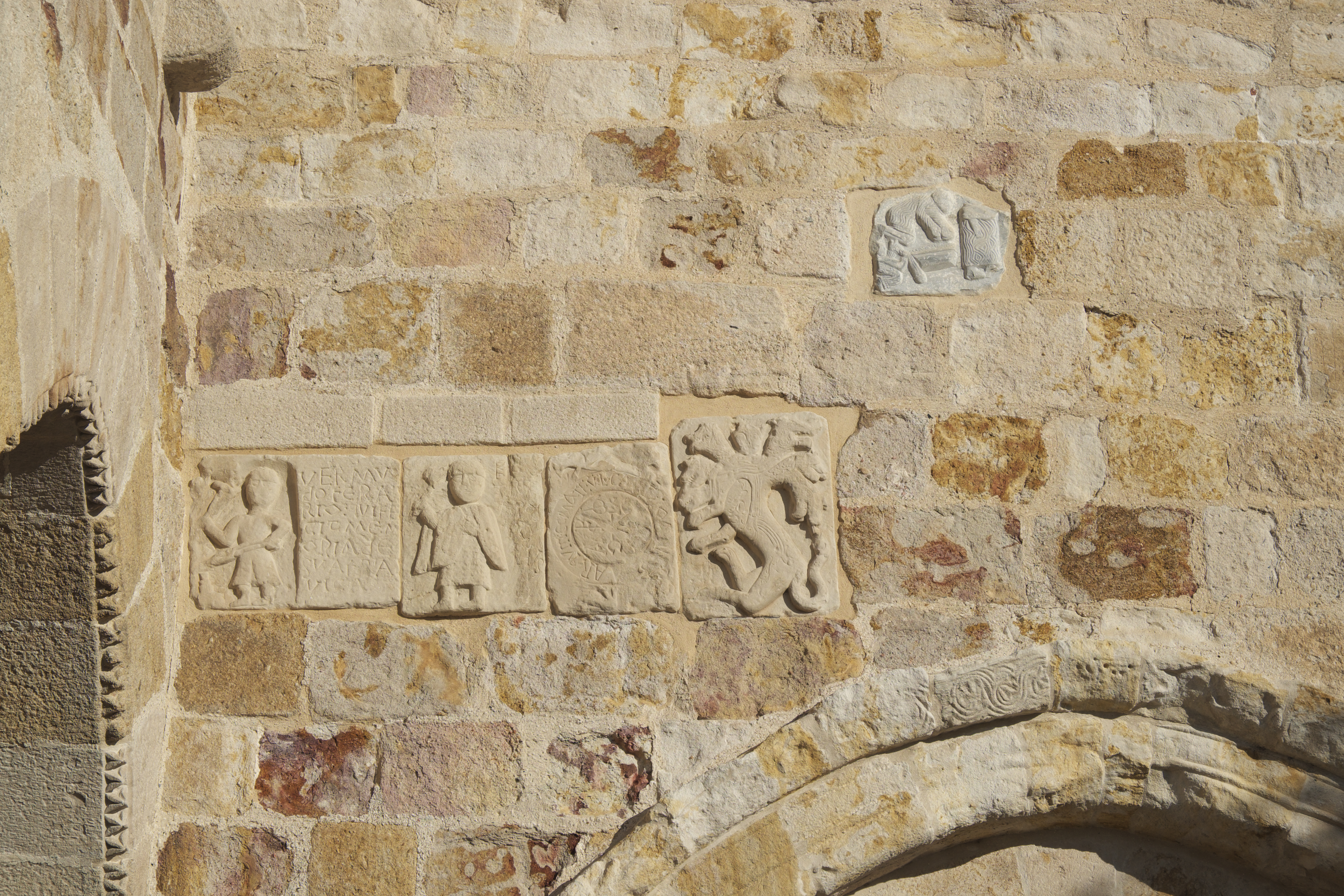
Relieftafeln über dem linken Zwickel des Südportals
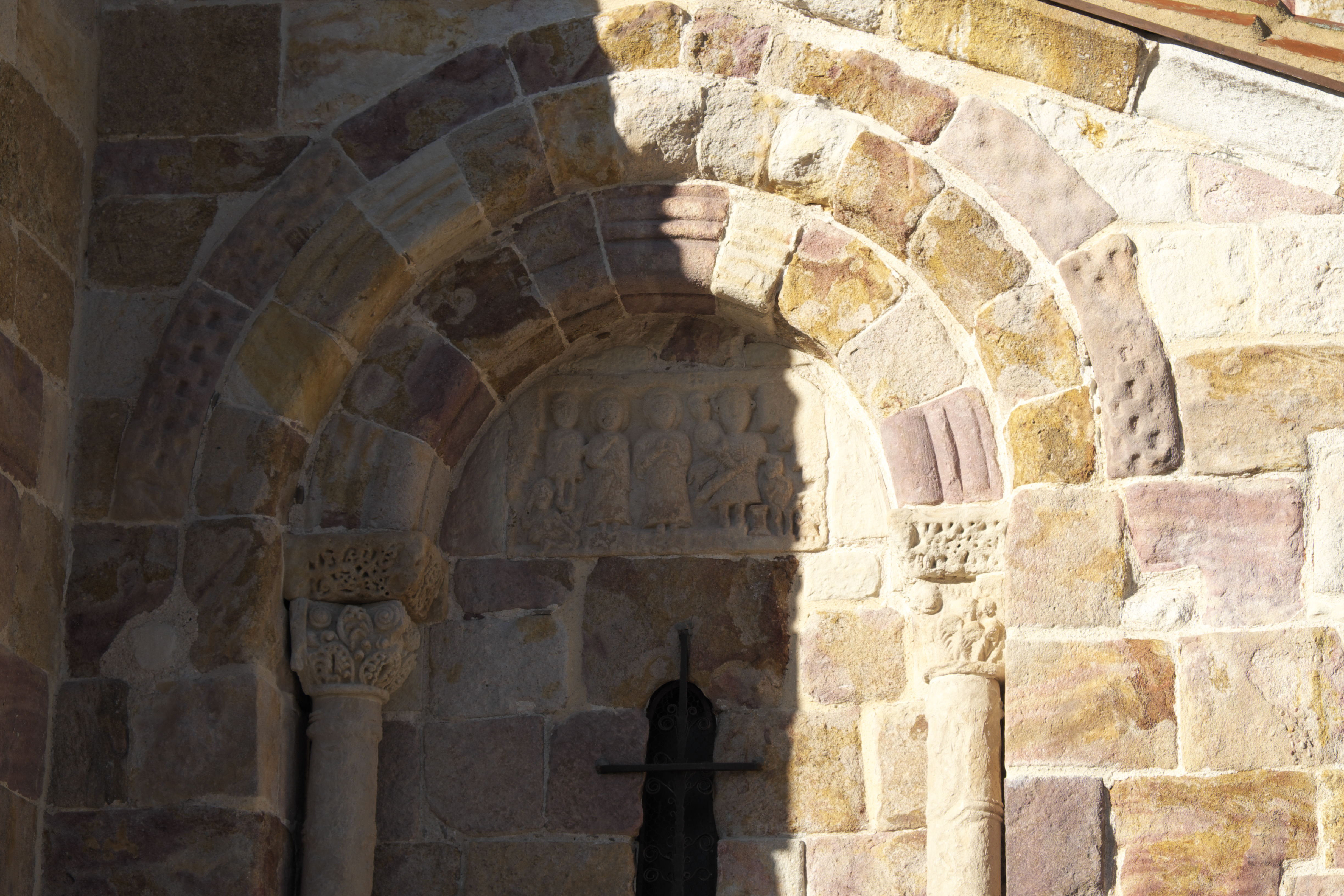
Nördliches Apsisfenster

Der Eingang der Kirche befindet sich an der Westfassade. Die frühromanische Kirche besaß ein nicht mehr erhaltenes Portal an der Südseite des Langhauses. Das heutige Südportal stammt aus der zweiten Bauphase der Kirche und wird nicht mehr genutzt. Es wird von drei schlichten Archivolten gerahmt. In den Zwickeln des Portals sind Relieftafeln unbekannter Herkunft eingelassen. In einer Szene wird Daniel in der Löwengrube dargestellt, eine andere zeigt den Apostel Petrus mit einem großen Schlüssel in der Hand. Auf einer Tafel ist eine Inschrift eingemeißelt, daneben steht ein Schmied mit Hammer und Zange. Ein weiteres Relief stellt ein siebenköpfiges Ungeheuer dar.
Der Glockenturm gehört der zweiten Bauphase an und wurde im 12. oder 13. Jahrhundert an die Südfassade der Kirche angebaut.

### Innenraum

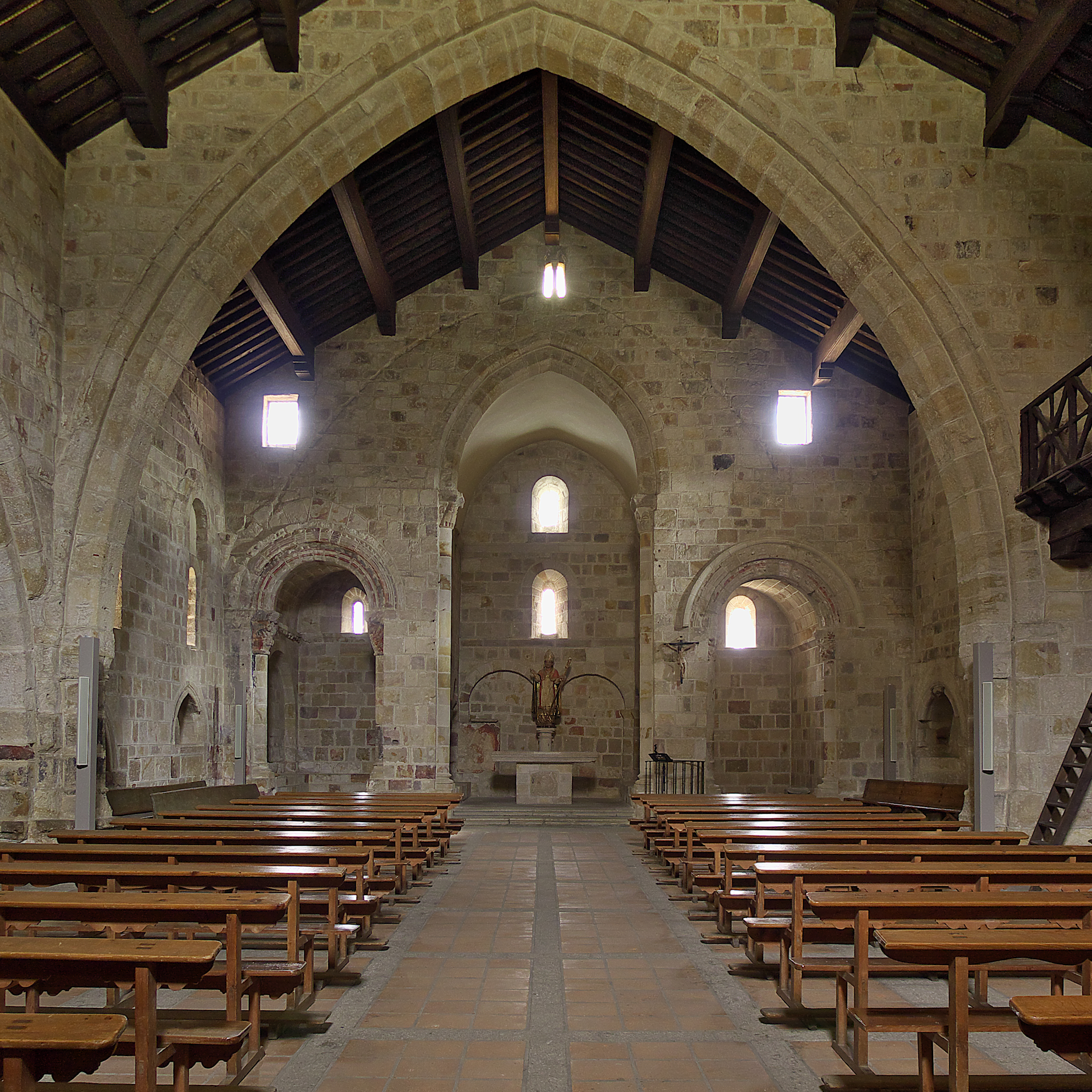
Innenraum

Die Kirche war ursprünglich wohl in drei Schiffe unterteilt und wurde erst in gotischer Zeit einschiffig. Der Triumphbogen ist stark zugespitzt und liegt auf Halbsäulen auf, deren Kapitelle mit Darstellungen der Heiligen Drei Könige und des Sündenfalls verziert sind. An den Langhauswänden und der Stirnwand der Mittelapsis verlaufen Blendarkaden, die wie die Triumphbögen der seitlichen Apsiden mit figürlichen Kapitellen ausgestattet sind.

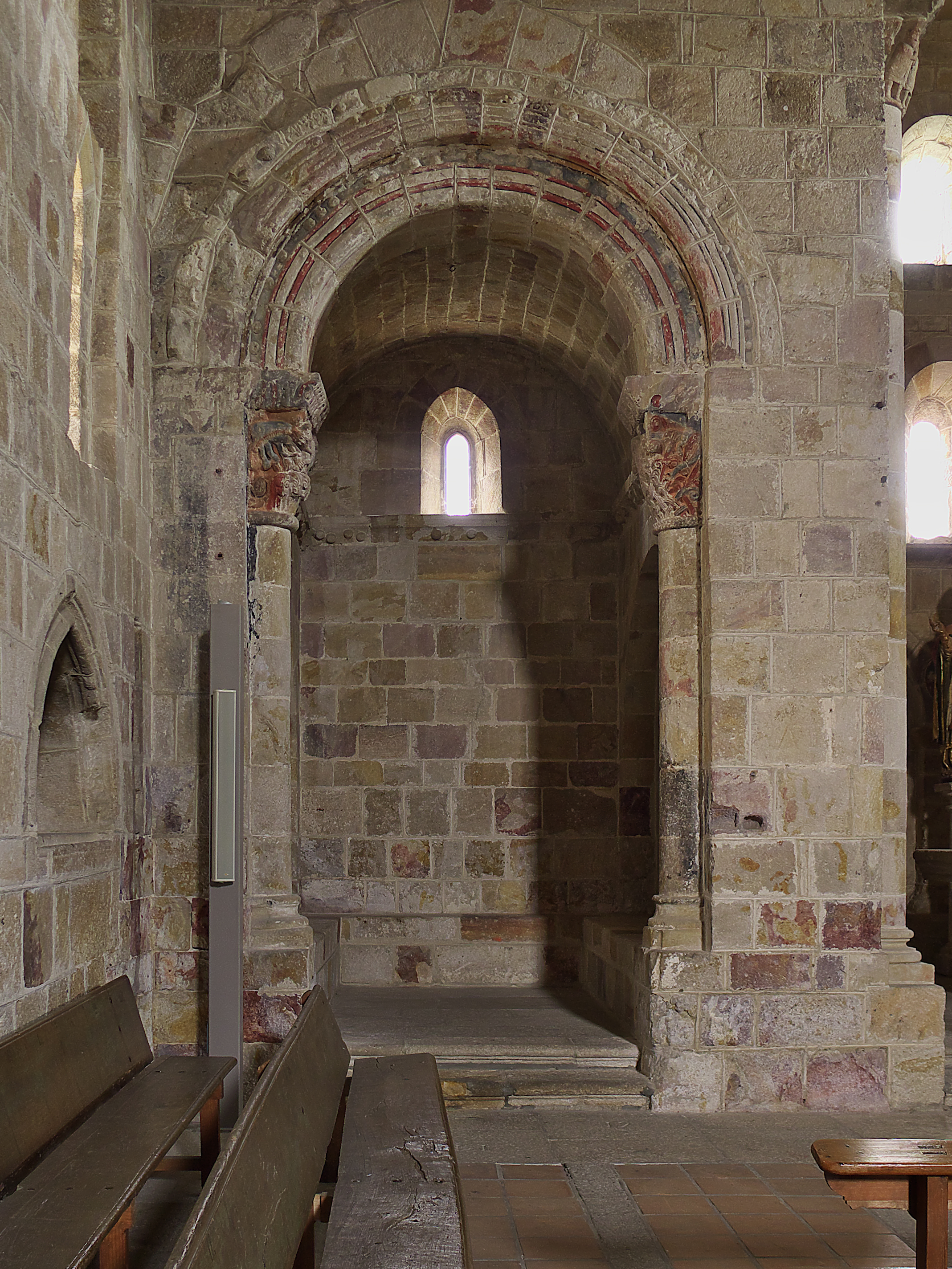
Seitenapsis
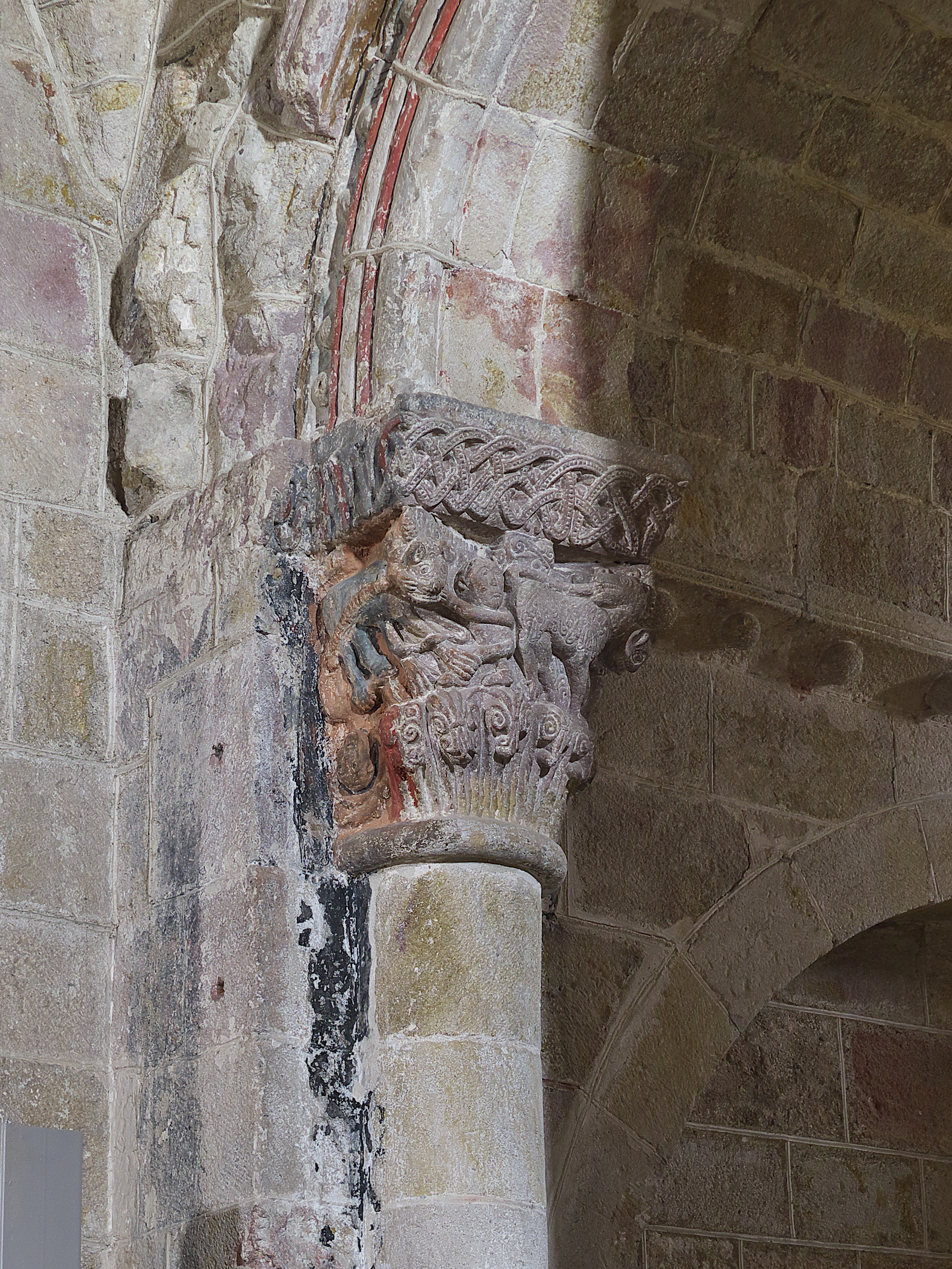
Kapitell
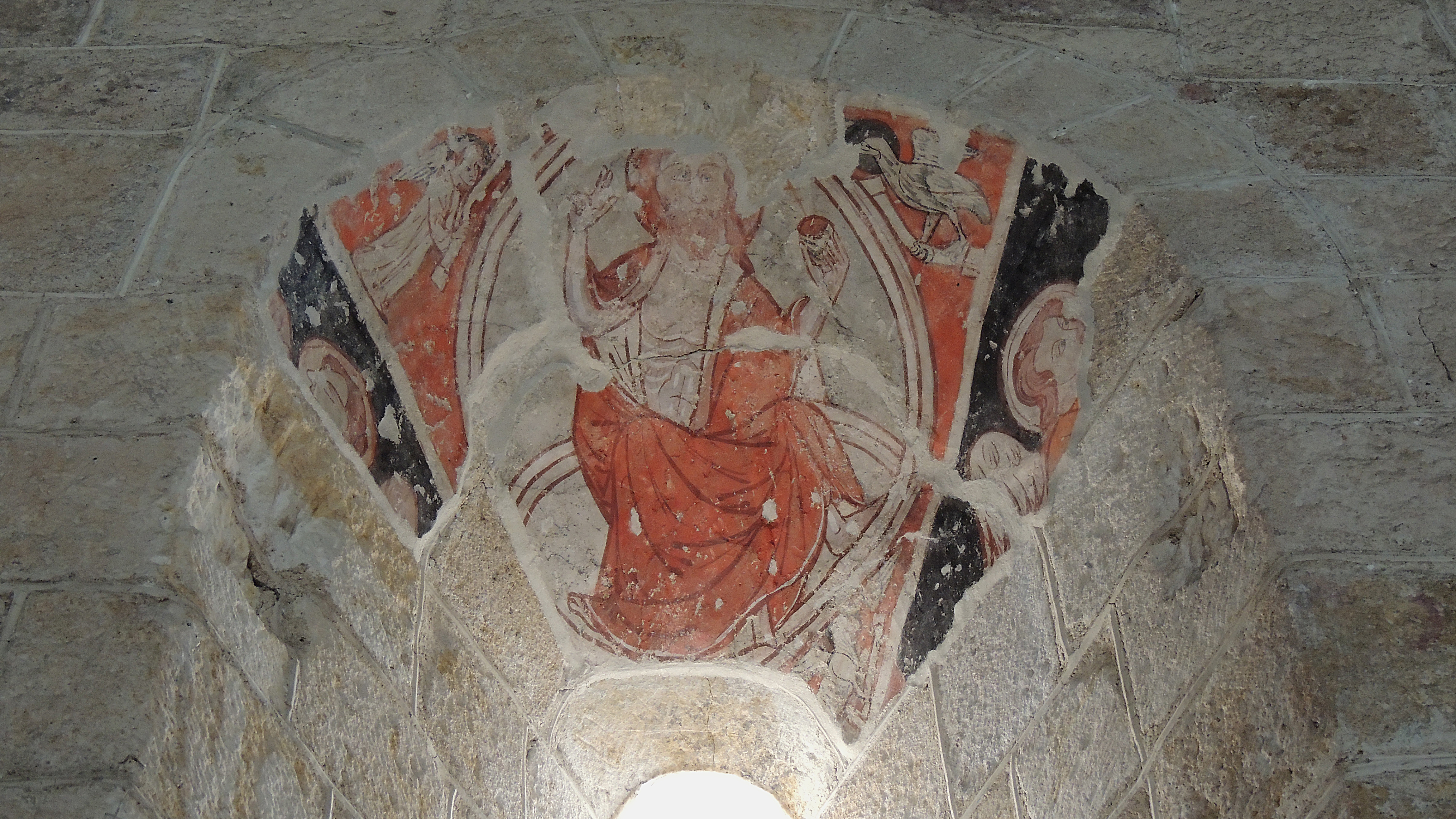
Deckenmalerei